# Poljska vrzina
Poljska vrzina (bijela repa, vrzina repa, lat. Brassica rapa), jedna od tridesetak vrsta krstašica iz roda kupusa ili vrzina (Brassica) s nizom podvrsta i varijeteta, uglavnom kultiviranih biljaka kao što je repa (B. r. var. rapa), kinesko zelje (B. r. subsp. chinensis) i pekinško zelje (B. r. subsp. pekinensis). 

## Kultivari
1. Brassica rapa subsp. chinensis[1]
2. Brassica rapa subsp. dichotoma,[1] indijska repa
3. Brassica rapa subsp. japonica[1]
4. Brassica rapa subsp. narinosa[1]
5. Brassica rapa subsp. nipposinica[1]
6. Brassica rapa subsp. oleifera[1]
7. Brassica rapa subsp. pekinensis,[1] kineski kupus
8. Brassica rapa subsp. rapa[1]
9. Brassica rapa subsp. rapifera[1]
10. Brassica rapa subsp. trilocularis[1]